# RAF-vliegbasis Ridgewell

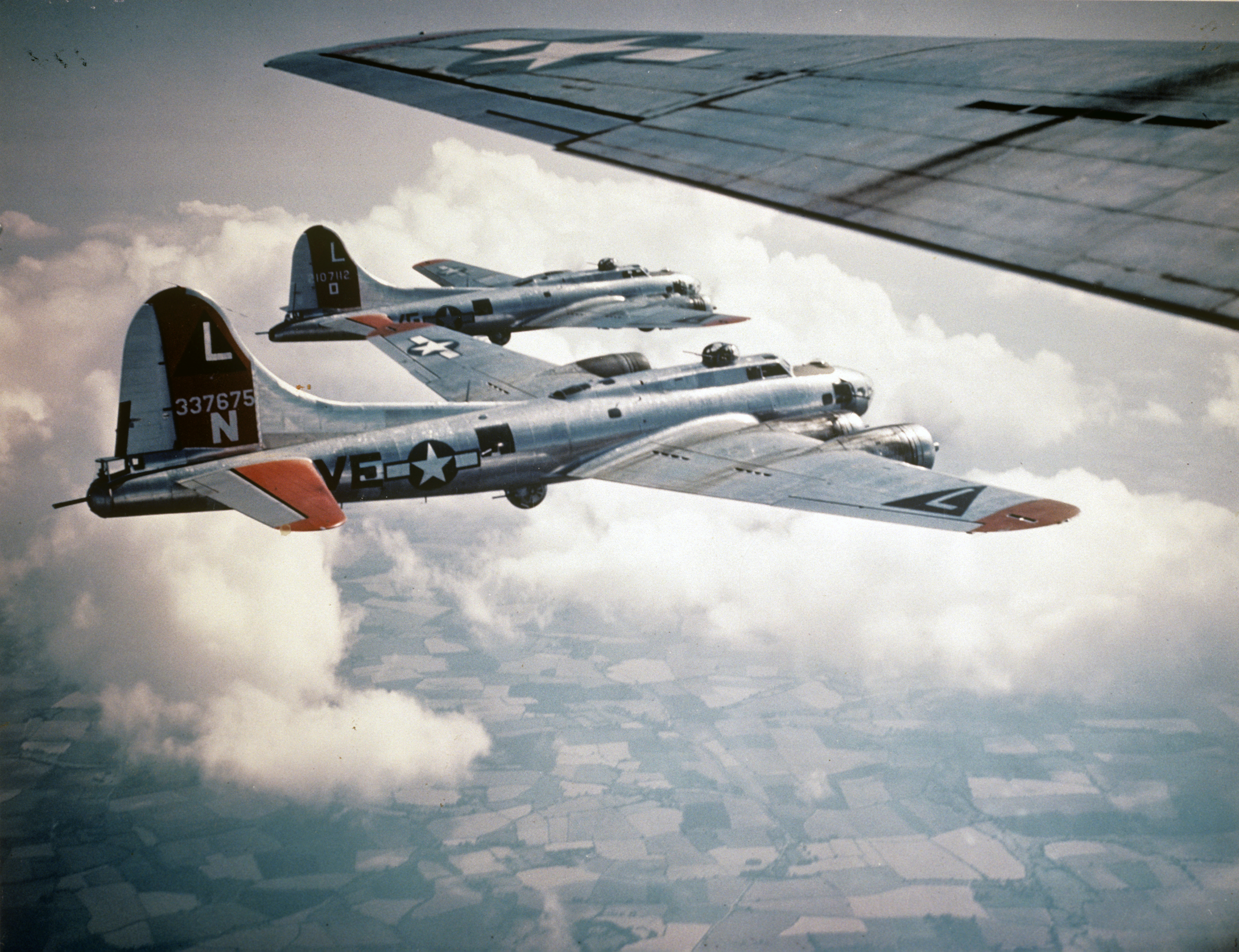
Ridgewells in 2006

Royal Air Force Ridgewell is een voormalig Brits vliegveldbasis van de Royal Air Force in Ridgewell, 12 km ten noordwesten van Halstead (Essex).
Tijdens de Tweede Wereldoorlog werd het vliegveld gebruikt door de Royal Air Force (RAF) en de United States Army Air Forces (USAAF).
Het werd in gebruik genomen in 1942.
Het had in de Tweede Wereldoorlog drie landingsbanen, twee T-2 hangars en accommodatie voor 2900 manschappen in tijdelijke gebouwen.
Eerst waren er 36 verharde standplaatsen, later werd dit aantal ten behoeve van de USAAF  verhoogd naar 50.